# 荊可
荊可，北周河東猗氏（今山西省临猗县）人。
荊可性質朴，容貌举止異於他人。能苦身勤力，供養其母，時节甘旨，未曾缺乏。母亲去世，他水漿不入口三天。悲痛过度，絕倒復蘇四次。葬母之後，于是结廬墓側。晝夜悲哭，負土成墳。蓬头不梳洗，只是食菜飲水。荊可家族舊墓，塋域極大，当地野草丛生，离家十餘里。荊可自己住在其中，與禽獸雜處。哀感遠近，被乡里稱道。
大統年间，鄉人以荊可有孝行，足以勸勵風俗，于是上言。宇文泰令州縣表彰。服丧期满之後，还像居喪一样。大冢宰、晉公宇文护听说荊可的孝行，特意接見。谈論中，尝尝能使宇文護满意。宇文護也是至孝，其母閻氏沦陷於北齐敵境，不測存亡。每見荊可，哀傷自己没有服侍母亲。看重荊可的品性。荊可去世後，宇文護让他的妻儿住京城，提供給衣食。